# Рузед
Рузе́д (фр. Rouzède) — коммуна во Франции, находится в регионе Пуату — Шаранта. Департамент — Шаранта. Входит в состав кантона Монброн. Округ коммуны — Ангулем.
Код INSEE коммуны — 16290.
Коммуна расположена приблизительно в 380 км к югу от Парижа, в 100 км южнее Пуатье, в 32 км к востоку от Ангулема.

## Население
Население коммуны на 2008 год составляло 266 человек.
| 1962 | 1968 | 1975 | 1982 | 1990 | 1999 | 2008 |
| ---- | ---- | ---- | ---- | ---- | ---- | ---- |
| 386  | 353  | 302  | 249  | 234  | 267  | 266  |

## Экономика
В 2007 году среди 145 человек в трудоспособном возрасте (15—64 лет) 95 были экономически активными, 50 — неактивными (показатель активности — 65,5 %, в 1999 году было 61,2 %). Из 95 активных работали 86 человек (47 мужчин и 39 женщин), безработных было 9 (3 мужчины и 6 женщин). Среди 50 неактивных 12 человек были учениками или студентами, 24 — пенсионерами, 14 были неактивными по другим причинам.

## Фотогалерея

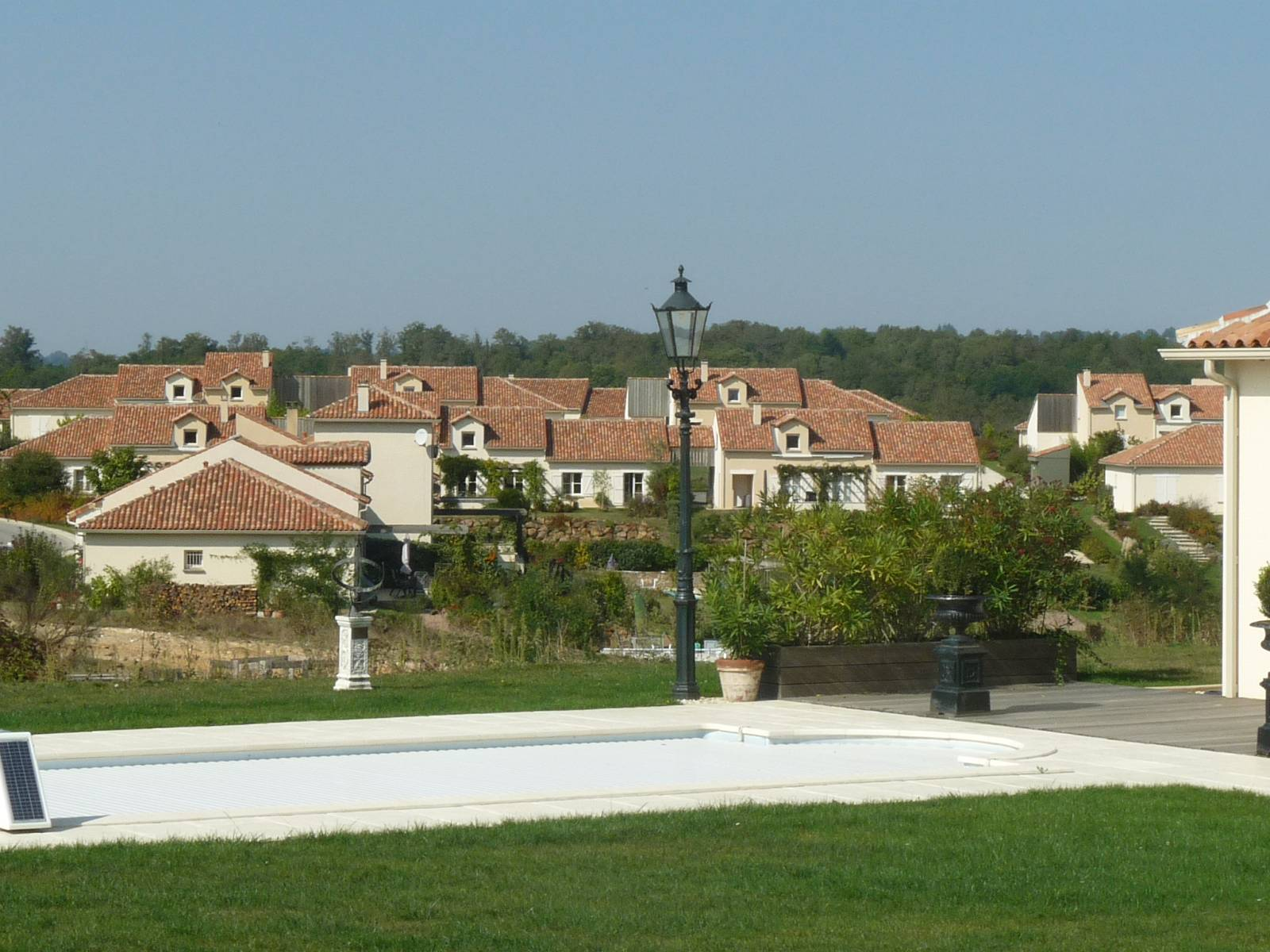
Рузед
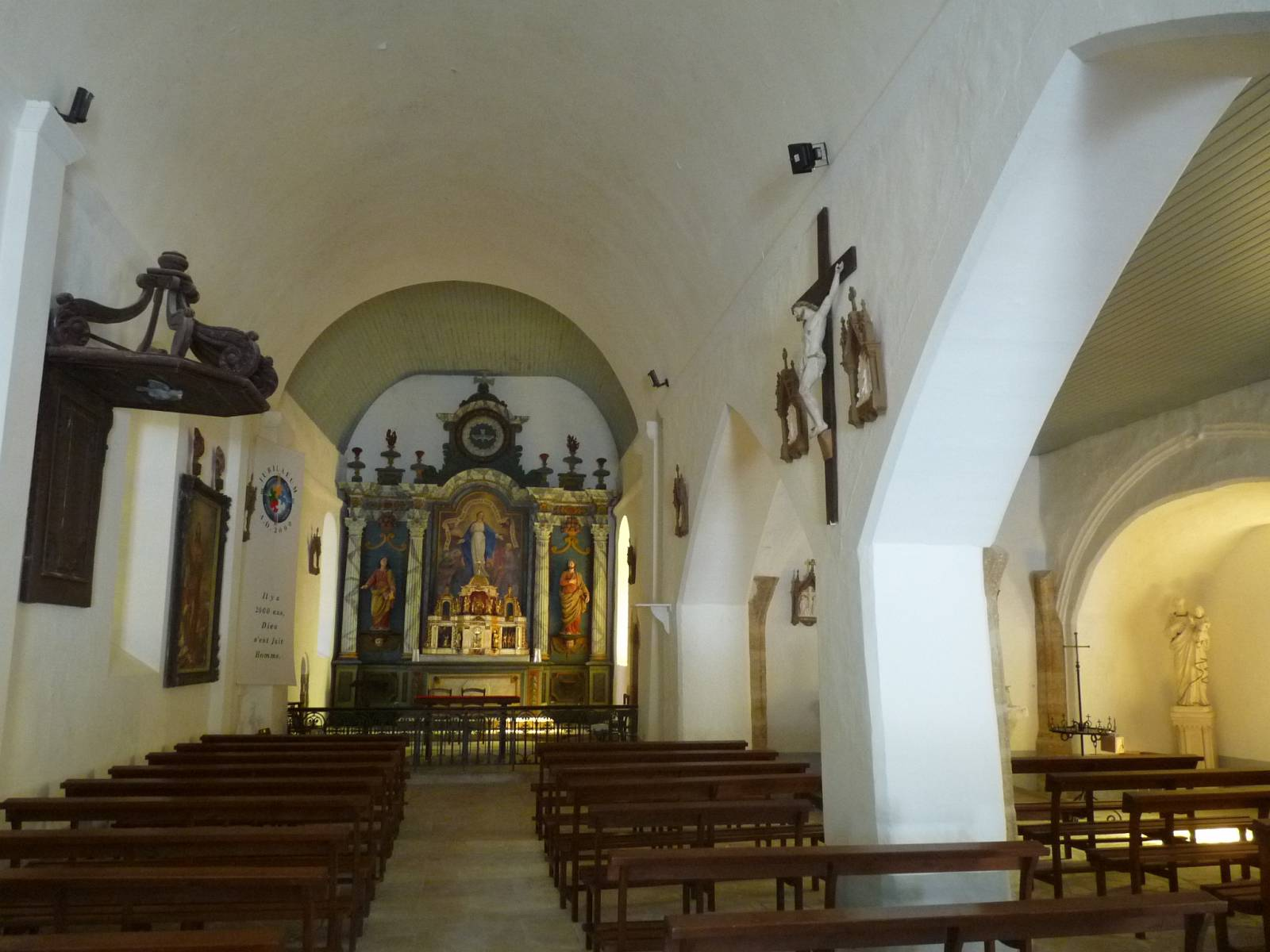
Интерьер церкви Нотр-Дам
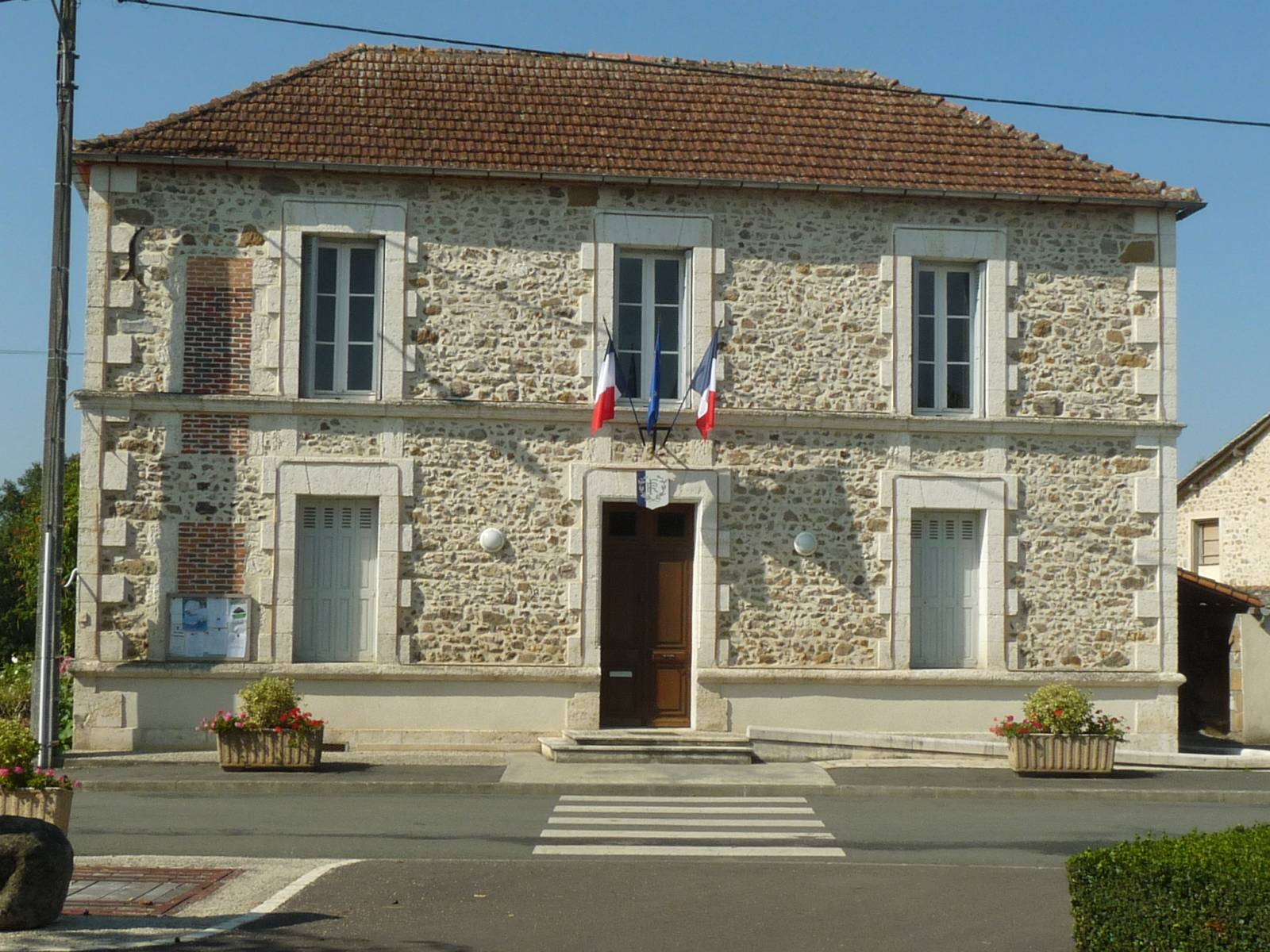
Мэрия